# Ulf-Ingo Flügge
Ulf-Ingo Flügge (* 1. April 1948 in Aachen) ist ein deutscher Biochemiker und Botaniker (Pflanzenphysiologie).

## Leben
Flügge studierte Biochemie zunächst an der Eberhard Karls Universität Tübingen. 1968 wurde er im Corps Rhenania Tübingen recipiert. Als Inaktiver wechselte er an die Universität zu Köln. Er machte 1974 den Diplomabschluss. Mit einer Doktorarbeit bei Hans-Walter Heldt wurde er 1978 an der Ludwig-Maximilians-Universität München über Gruppentranslokation in Chloroplasten zum Dr. rer. nat. promoviert. Er folgte Heldt an das Institut für Biochemie von Pflanzen in Göttingen. 1985 habilitierte er sich für Biochemie. Er wurde Professor an der Julius-Maximilians-Universität Würzburg (1988) und der Universität zu Köln (1992). Seine Hauptforschungsgebiete sind Transportvorgänge in Pflanzen und die Translokatoren. Von 1997 bis 2002 war er Vorsitzender der Sektion Pflanzenphysiologie und Molekularbiologie der Deutschen Botanischen Gesellschaft (DBG). Von 2002 bis 2011 war er Präsident der DBG.

## Ehrungen
- Heinz-Maier-Leibnitz-Preis (1981)
- Gottfried-Wilhelm-Leibniz-Preis der Deutschen Forschungsgemeinschaft (1996)
- Ehrenmitglied der Deutschen Botanischen Gesellschaft
- Korrespondierendes Mitglied der Akademie der Wissenschaften zu Göttingen
- Wahl in die Deutsche Akademie der Naturforscher Leopoldina[4]